# Kaipadar
Kaipadar es una ciudad censal situada en el distrito de Khordha en el estado de Odisha (India). Su población es de 4512 habitantes (2011). Se encuentra a 38km de Bhubaneswar y a 58 km de Cuttack.

## Demografía
Según el censo de 2011 la población de Kaipadar era de 4512 habitantes, de los cuales 2326 eran hombres y 2186 eran mujeres. Kaipadar tiene una tasa media de alfabetización del 85,15%, superior a la media estatal del 72,87%: la alfabetización masculina es del 91,21%, y la alfabetización femenina del 78,73%